# Margaret Farrow
Margaret Farrow (* 28. November 1934 in Kenosha, Wisconsin; † 8. März 2022) war eine US-amerikanische Politikerin. Zwischen 2001 und 2003 war sie Vizegouverneurin des Bundesstaates Wisconsin.

## Werdegang
Margaret Farrow besuchte die St. Catherine High School in Racine und das Rosary College in River Forest (Illinois). Anschließend studierte sie an der Marquette University in Milwaukee politische Wissenschaften und Pädagogik. Sie arbeitete einige Zeit als Lehrerin und in der Immobilienbranche. Politisch schloss sie sich der Republikanischen Partei an. Zwischen 1976 und 1981 saß sie im Gemeinderat von Elm Grove. Von 1981 bis 1987 war sie dort Bürgermeisterin (Village President). 1986 wurde sie in die Wisconsin State Assembly gewählt. Drei Jahre später erfolgte ihre Wahl in den Staatssenat. Dort verblieb sie bis 2001.
Im Jahr 2001 wurde Gouverneur Tommy Thompson als US-Gesundheitsminister in das Kabinett von Präsident George W. Bush berufen. Entsprechend der Staatsverfassung rückte Vizegouverneur Scott McCallum zum neuen Gouverneur auf. Dieser ernannte Margaret Farrow zu seiner Nachfolgerin im Amt des Vizegouverneurs. Diese Position bekleidete sie zwischen 2001 und 2003. Im Jahr 2002 stellten sich McCallum und Farrow erfolglos zur Wiederwahl. Später arbeitete Margaret Farrow für einige Non-Profit-Organisationen. Mit ihrem Mann John hatte sie fünf Söhne. Ihr 1964 geborener Sohn Paul ist ebenfalls in der Politik aktiv. Er saß sowohl im Repräsentantenhaus als auch im Staatssenat von Wisconsin. 